# 1477
| [ Edytuj tabelę ]                          | |
| Król Polski                                | - 1447 Kazimierz IV Jagiellończyk 1492 |
| Książę Albanii                             | - 1446 Lekë Dukagjini 1481 |
| Współksiążęta Andory                       | - 1472 Pere de Cardona 1512 - 1472 Franciszek Febus 1479 |
| Król Anglii                                | - 1471 Edward IV 1483 |
| Król Aragonii i Walencji, hrabia Barcelony | - 1458 Jan II Aragoński 1479 |
| Władca Azteków                             | - 1468 Axayacatl 1481 |
| Elektor Brandenburgii                      | - 1471 Albrecht III Achilles 1486 |
| Książę Bawarii-Landshut                    | - 1450 Ludwik IX Bogaty 1479 |
| Książę Bawarii-Monachium                   | - 1460 Zygmunt 1501 - 1465 Albert IV Mądry 1503 |
| Książę Burgundii                           | - 1467 Karol Śmiały 1477 - 1477 Maria Burgundzka 1482 |
| Sułtan Brunei                              | - 1473 Bolkiah 1521 |
| Cesarz Chin                                | - 1464 Chenghua 1487 |
| Król Cypru                                 | - 1474 Katarzyna Cornaro 1489 |
| Król Czech                                 | - 1469 Maciej Korwin 1490 |
| Król Danii                                 | - 1448 Chrystian I 1481 |
| Dalajlama                                  | - 1475 Gendun Gjaco 1541 |
| Władca Egiptu                              | - 1468 Ka'itbaj 1496 |
| Cesarz Etiopii                             | - 1468 Beyde Marjam I 1478 |
| Król Francji                               | - 1461 Ludwik XI 1483 |
| Hrabia Holandii                            | - 1467 Karol Śmiały 1477 - 1477 Maria Burgundzka 1482 |
| Władca Inków                               | - 1471 Tupac Yupanqui 1493 |
| Cesarz Japonii                             | - 1464 Go-Tsuchimikado 1500 |
| Kalif                                      | - 1455 Al-Mustandżid 1479 |
| Król Kastylii i Leónu                      | - 1474 Izabela I Katolicka 1504 |
| Patriarcha Konstantynopola                 | - 1476 Maksym III Manasses 1481 |
| Władca Korei                               | - 1469 Sŏngjong 1494 |
| Wielki książę litewski                     | - 1440 Kazimierz IV Jagiellończyk 1492 |
| Cesarz Majapahitu                          | - 1474 Girindrawardhana 1498 |
| Sułtan Maroka                              | - 1472 Muhammad asz-Szajch al-Mahdi 1505 |
| Książę Mediolanu                           | - 1476 Gian Galeazzo 1494 |
| Senior Monako                              | - 1458 Lambert Grimaldi 1494 |
| Wielki książę moskiewski                   | - 1462 Iwan III Srogi 1505 |
| Król Nawarry                               | - 1441 Jan II Aragoński 1479 |
| Król Norwegii                              | - 1450 Chrystian I 1481 |
| Sułtan Omanu                               | - 1451 Umar ibn al-Chattab 1490 |
| Elektor Palatynatu                         | - 1476 Filip Wittelsbach 1508 |
| Papież                                     | - 1471 Sykstus IV 1484 |
| Król Portugalii                            | - 1438 Alfons V 1481 |
| Cesarz Rzymski (niemiecki)                 | - 1440 Fryderyk III Habsburg 1493 |
| Kapitanowie Regenci San Marino             | - 1476 Bartolo di Antonio Marino di Venturino 1477 - 1477 Simone di Cecco Benetto Marino di Antonio Giannini 1477 - 1477 Simone di Antonio Belluzzi Lodovico di Michele Pasini 1478 |
| Elektor Saksonii                           | - 1464 Ernest Wettyn 1486 |
| Król Szkocji                               | - 1460 Jakub III 1488 |
| Król Szwecji                               | - 1471 Sten Sture Starszy 1497 |
| Król Tajlandii                             | - 1448 Borommatrailokkanat 1488 |
| Sułtan Turków                              | - 1451 Mehmed II Zdobywca 1481 |
| Doża Wenecji                               | - 1476 Andrea Vendramino 1478 |
| Król Węgier                                | - 1458 Maciej Korwin 1490 |
| Cesarz Wietnamu                            | - 1460 Lê Thánh Tông 1497 |
| Wielki mistrz zakonu krzyżackiego          | - 1470 Henryk Reffle von Richtenberg 1477 - 1477 Martin Truchsess von Wetzhausen 1489                                                                                               |

Rok 1477 / MCDLXXVII
stulecia: XIV wiek ~
XV wiek ~
XVI wiek

lata: 1467 «
1472 «
1473 «
1474 «
1475 «
1476 «
1477
» 1478
» 1479
» 1480
» 1481
» 1482
» 1487

## Wydarzenia w Polsce
- Luty – nad zakonem krzyżackim protektorat objął król Węgier Maciej Korwin i przyrzekł poparcie na wypadek wojny z Polską.
- Do Krakowa z Norymbergi przybył Wit Stwosz.
- 13 kwietnia-7 maja – w Piotrkowie obradował sejm walny[1].
- 25 maja – Wit Stwosz rozpoczął pracę nad Ołtarzem Mariackim w Krakowie.
- 4 sierpnia – nowym wielkim mistrzem zakonu krzyżackiego został Martin Truchsess von Wetzhausen, który odmówił złożenia królowi Polski przysięgi wierności i odnowił przymierze z Węgrami.
- Król Kazimierz IV Jagiellończyk udzielił stanom pruskim potwierdzenia starych i nowych przywilejów.

## Wydarzenia na świecie
- 5 stycznia – w bitwie pod Nancy, ostatnim starciu wojny szwajcarsko-burgundzkiej zginął książę Burgundii Karol Śmiały.
- Jan z Kolna / Jan Scolnus/Scolvus dopływa do Labradoru.

## Urodzili się
- 25 stycznia – Anna Bretońska, córka Franciszka II z dynastii Kapetyngów, ostatnia księżna Bretanii (zm. 1514)
- Piotr Kmita Sobieński, marszałek wielki koronny (zm. 1553)

## Zmarli
- Przemysław II, książę głogowski i cieszyński pochodzący z cieszyńskiej linii rodu Piastów (ur. ok. 1420)